# Thính gạo
Thính gạo, thường gọi là thính, là một loại gia vị trong ẩm thực Việt Nam. Thông thường, thính được làm bằng cách rang gạo cho vàng rồi giã mịn. Có nơi lại làm thính bằng cách nướng bánh tráng tới khi vàng giòn rồi giã nhuyễn mịn. Cũng có một số loại thính không làm từ gạo mà làm từ ngô hoặc vừng vàng. Thính là thành phần không thể thiếu trong nhiều món ăn, đặc biệt là nem thính (còn gọi là nem chạo).
Thính có mùi thơm rất lôi cuốn, nên nhiều người câu cá hoặc đánh vó tôm còn dùng thính để nhử mồi.
Các món ăn thường dùng thính làm gia vị:
- Nem chạo, nem tai (một biến thể của nem chạo)[3]
- Nem nướng[4]
- Một số loại mắm như mắm tép, mắm ruốc, mắm cáy, mắm cá...[5]
- Bê thui.
- Các loại gỏi như gỏi cá[6], dê tái thính.
- tré (một món đặc sản miền Trung).[7]
- Cá thính[8]

## Nguyên liệu
Nguyên liệu cần để làm thính gạo là: Gạo nếp và Gạo tẻ. Ngoài ra có thể có ngô, đậu tương.

## Chế biến
Đầu tiên trộn hai loại gạo vào và ngâm với nước khoảng 1,2 tiếng. Tiếp theo khi ngâm xong thì để ráo nước và bỏ lên chảo chiên cho tới khi có màu vàng sậm. Sau khi để nguội bớt thì giã thành từng mảnh nhỏ.